# Temenos für den Herrscherkult
Das Temenos für den Herrscherkult in Pergamon ist ein Heroon. Der Gebäudekomplex diente der Verehrung der Herrscherdynastie der Attaliden. Er befindet sich südlich des Burgtores und ist durch eine Straße mit der Altarterrasse verbunden. Bei den Grabungen traten unter seinem Fundament Reste einer älteren hellenistischen Wohnbebauung auf. Im Gegensatz zu anderen Heroa wurde hier kein Grab oder Ähnliches gefunden, sodass die Bezeichnung Heroon nur durch typologischen Vergleich zustande kam, indem man es zum Beispiel mit dem Heroon in Kalydon oder dem Megalesion in Pergamon verglich.

## Grabungsgeschichte
Das Temenos wurde während einer Grabungskampagne unter Carl Humann und Alexander Conze angegraben und als Prinzessinnen-Palais bezeichnet. Im Jahr 1927 wurde die gesamte Anlage von Theodor Wiegand freigelegt. Die vollständige Grabungspublikation erfolgte zehn Jahre später durch Erich Boehringer und Friedrich Krauss.

## Bauphasen
Die Ausgräber erkannten während der Grabung vier Bauphasen: eine Hofperiode, eine Hauptperiode, der eine Planperiode voraus ging, sowie eine römische Periode.
Die Hofperiode umfasst einen quadratischen Hof von 20 × 20 m. Im Norden des Hofes befand sich ein breiter, nicht sehr tiefer Raum, der im Süden von einem Nebenraum flankiert wurde. Anders als bei der älteren hellenistischen Wohnbebauung folgte der Komplex nicht dem Hangverlauf, sondern verlief diagonal dazu.
In der Hauptperiode wurde die Anlage in ein Peristyl umgewandelt, das im Westen, Süden und Osten dorische Säulenstellungen aufwies. Die Ecksäulen waren kleeblattförmige Verschmelzungen von drei aufeinandertreffenden Säulen. Der ehemalige kleine Kultraum wurde erweitert und diente nun als Vorhalle für einen neu angelegten, direkt dahinter liegenden Kultraum von 10,70 × 3,50 Metern. Die Vorhalle war hybrider Ordnung und kombinierte ionische Säulen mit dorischem Gebälk. Wie die Schwelle zur Vorhalle waren sie aus Marmor. Im hinteren Bereich des neuen Kultraumes vermutet man eine Kultnische mit einer Basis für mehrere Statuen. Die Südostseite war mit kleinen Räumen unbekannter Funktion ausgestattet und wurde mittels Pfeilervorlagen vor dem abfallenden Gelände geschützt. Nordwestlich des Komplexes befand sich die im 3. Jahrhundert v. Chr. erbaute sogenannte „Weghalle“, die nun mit dem Bau durch eine Treppe zum Hof des Gebäudes verbunden wurde. Im Süden an die „Weghalle“ anschließend, wurde an der äußeren Südwestseite der Anlage eine weitere, wohl nicht zugängliche Halle ergänzt.
In der zweiten Hälfte des 2. Jahrhunderts n. Chr. wurde vor allem der Kultraum umgebaut. Hier wurden die Mauern deutlich verstärkt, der Grundriss quadratisch angelegt. Der Fußboden wurde mit einem einfachen Schwarz-Weiß-Mosaik ausgestattet. Angeblich wurden die römischen Statthalter hier seit der Machtübernahme kultisch verehrt.

## Datierung
Die Datierung des Gebäudes ist nicht abschließend geklärt. Wolfgang Radt datiert wie die Ausgräber die erste Bauphase des Gebäudes in die Zeit Attalos I. Holger Schwarzer sowie Alexander F. Wensler datieren die Anlage hingegen in die Regierungszeit Eumenes’ II.